# 閃光遅延効果
閃光遅延効果は、錯視の一つである。

閃光遅延効果
連続的な軌道上を移動している視覚的な刺激体（赤い点）が、瞬間的な閃光など予測できない事象が発生した際に、実際より前方にあるように見える。この錯視から、視覚の仕組みについて重大な示唆を得られる。すなわち、コンピュータに比べ、視神経の処理が相対的に低速であるということだ。この処理の遅延が閃光の空間的ズレを引き起こすことは広く知られているものの、数十年にわたる議論を経てもなお、根本的なメカニズムについて統一的な見解は得られていない。

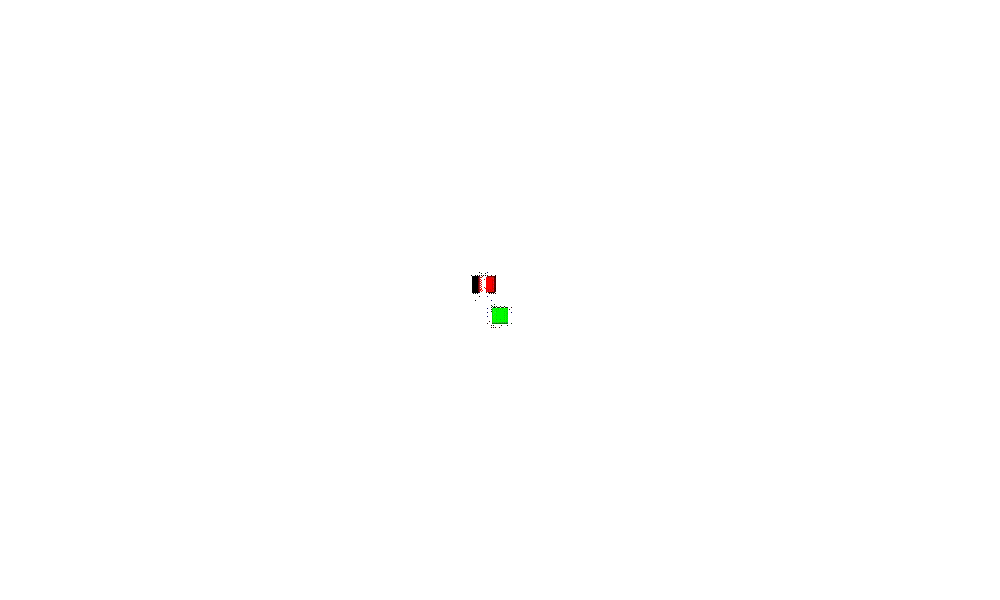
緑色の閃光が写っている静止画 (73フレーム目、黒背景は省略)

移動する物体と同じ位置に瞬間的に現れる閃光が、空間的にズレているように知覚される錯覚。

## モーション外挿
閃光遅延効果を説明するものの一つが、モーション外挿仮説である。移動する物体の光が網膜に到達してから知覚されるまでには、ある程度の時間が必要である。そうすると、知覚されたときには物体は既にその先の位置へと移動しているということになる。視覚システムはこのような神経遅延を埋め合わせるために、移動する物体の軌道を未来に向かって外挿することによってその位置を先取りする、というのがこの仮説の主張である。

## レイテンシ差
二つ目の説が、レイテンシ差仮説である。これは、視覚システムが一瞬だけ光る物体よりも移動する物体の方をより高速に処理できる、とする仮説だ。つまり、光る物体を知覚した時には、動く物体は既にその先の位置へ移動しているというのだ。このレイテンシ差仮説は、意識は刺激が「知覚の終点」に到達しだい発生するオンライン現象であるという推定に暗黙のうちに依拠している。